# 中白根山
中白根山（なかしらねさん）は、赤石山脈（南アルプス）北部にある標高3,055mの山である。北岳と間ノ岳の間に位置する。中白根及び中白峰とも呼ばれる。中白峰の命名者は、1908年（明治41年）7月26日に登頂　した小島烏水である。

## 周辺の山
南側の間ノ岳まで標高3,000mを越える稜線が続く。山頂のすぐ東側に登山道がある。早川の支流である野呂川（その清支流の左俣沢と右俣沢）及び荒川（その支流の北沢）の源流の山である。　
| 山容 | 名称     | 標高（m） | 三角点           | 中白根山との 距離（km） | 備考         |
| ---- | -------- | --------- | ---------------- | ----------------------- | ------------ |
|      | 北岳     | 3,193     | 三等 (3,192.18m) | 2.0                     | 日本百名山   |
|      | 中白根山 | 3,055     |                  | 0                       | （中白峰）   |
|      | 間ノ岳   | 3,189.13  | 三等             | 1.4                     | 日本百名山   |
|      | 農鳥岳   | 3,025.90  | 二等             | 4.2                     | 日本二百名山 |

## 周辺の山小屋
- 北岳山荘 - 北岳と中白根山との鞍部にある（最寄りの山小屋）
- 北岳肩ノ小屋
- 農鳥小屋

### 周辺の風景

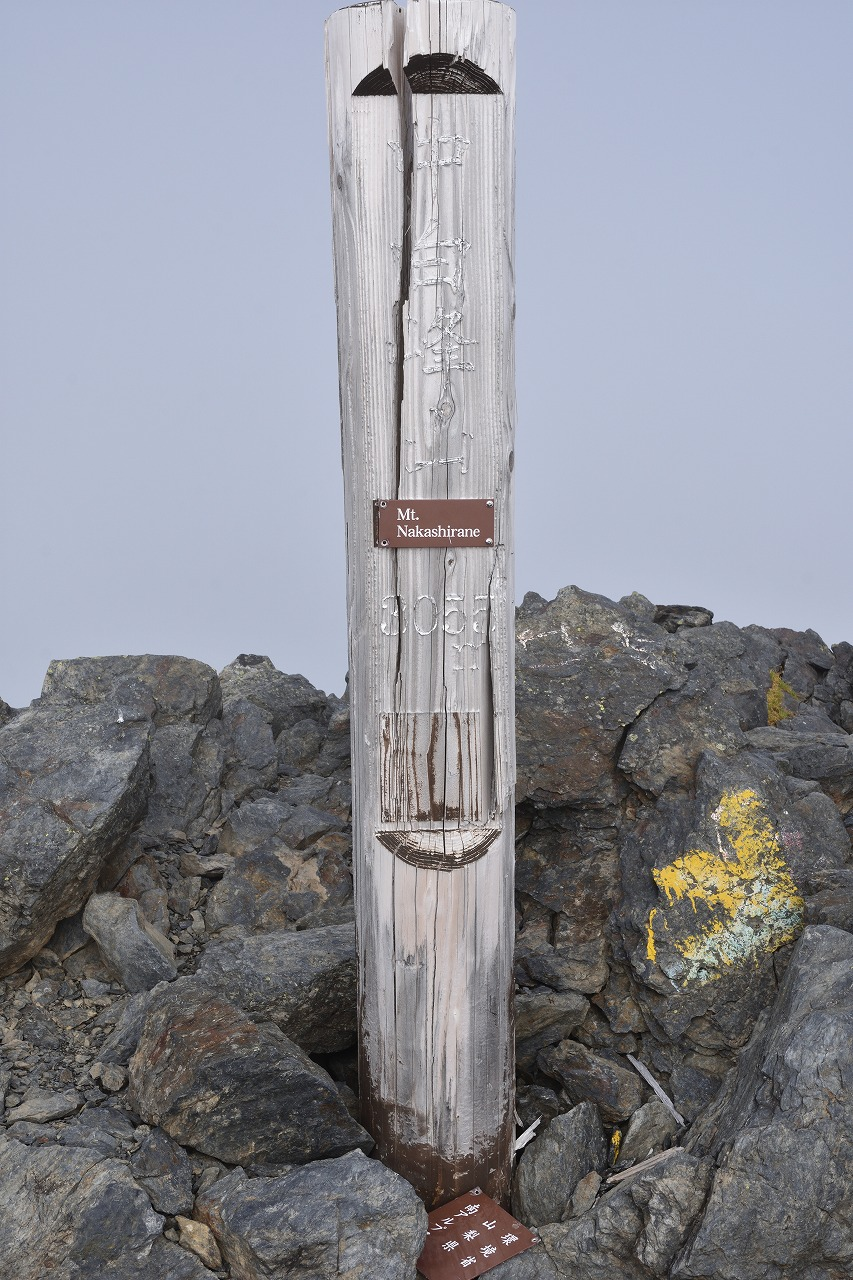
山頂標識
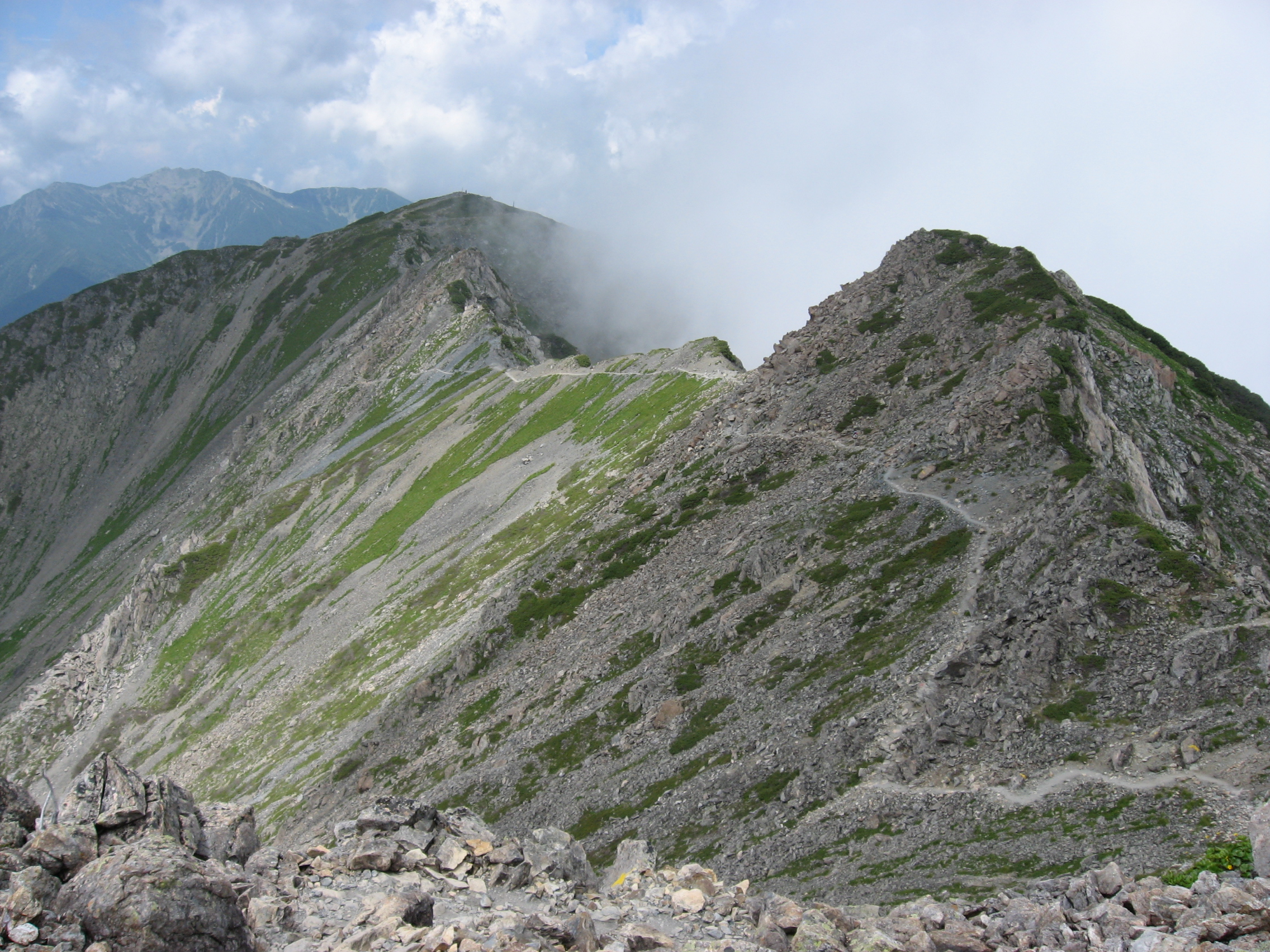
間ノ岳から中白根山にかけての稜線
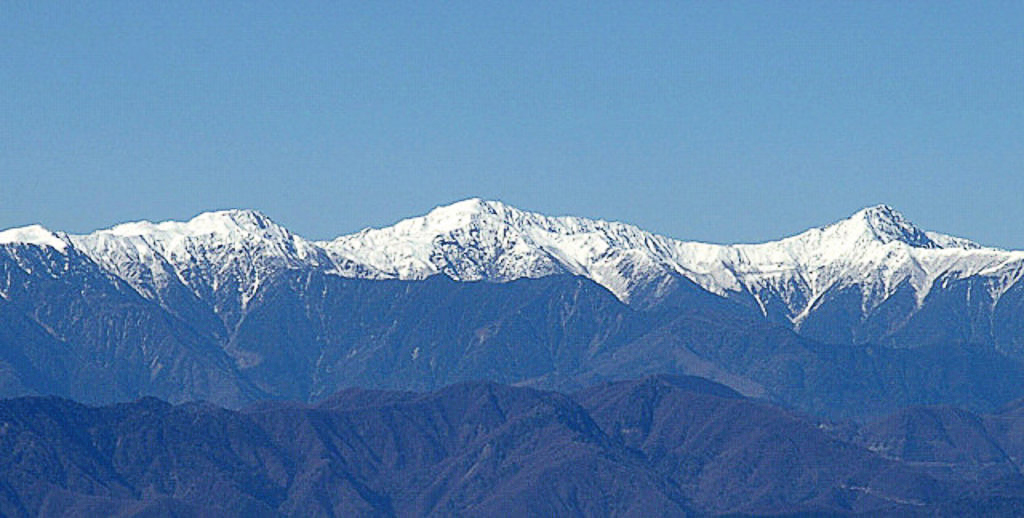
毛無山から望む白峰三山 左から農鳥岳・間ノ岳・北岳
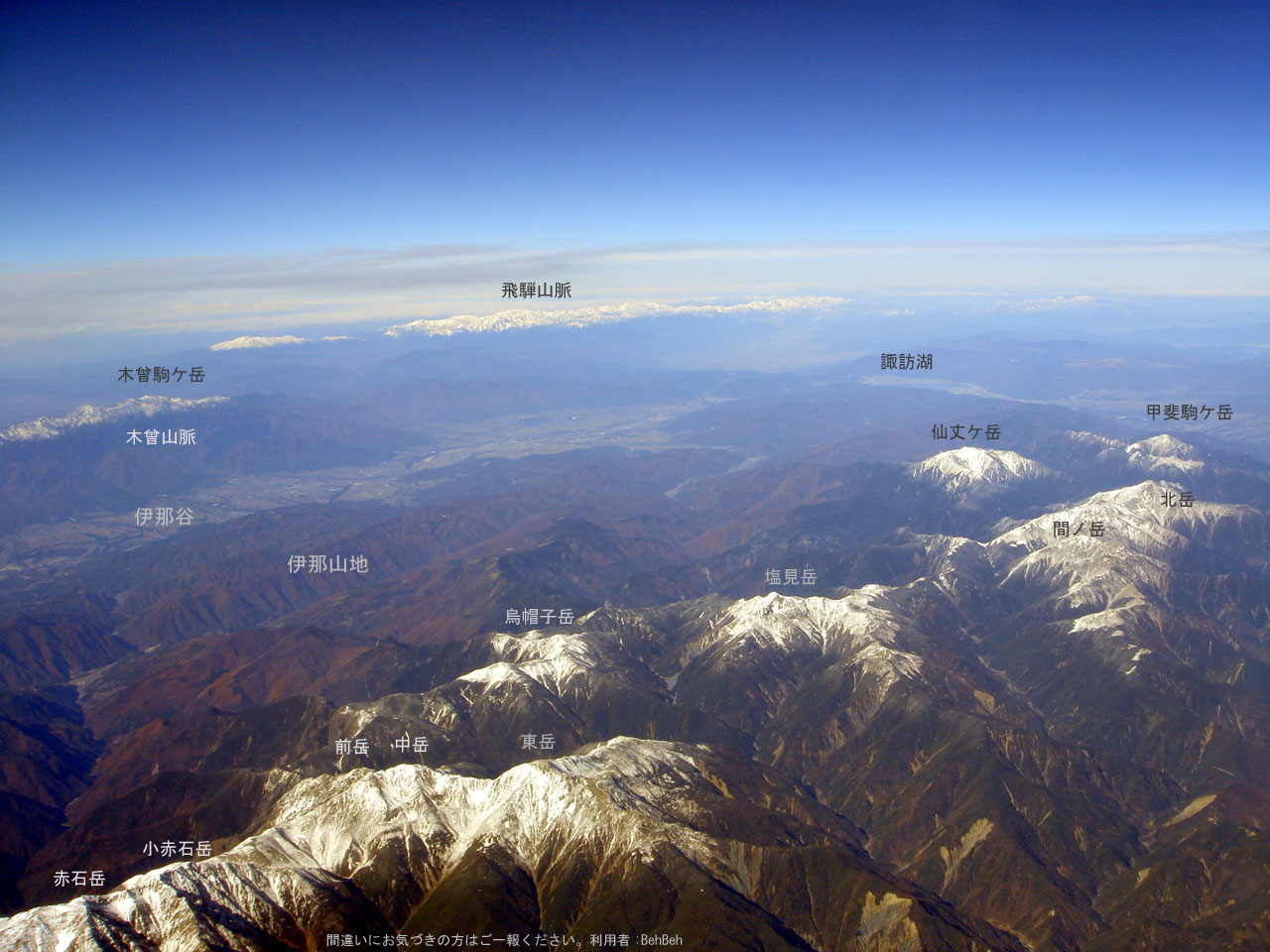
上空から望む周辺の山